# Jan Miśniak
Jan Miśniak (ur. 13 maja 1888 we wsi Pnikut, zm. 5 października 1940 w Mauthausen-Gusen) – porucznik piechoty Wojska Polskiego.

## Życiorys
Ukończył seminarium nauczycielskie (prawdopodobnie w Przemyślu). 15 lipca 1910 wcielony austriackiego wojska. W czasie I wojny światowej walczył w szeregach cesarsko-królewskiej Obrony Krajowej. Jego oddziałem macierzystym był Pułk Strzelców Nr 34. Po tym jak został ciężko ranny odznaczono go Krzyżem Wojskowym Karola. Po ukończeniu szkoły oficerów rezerwy awansowany na stopień chorążego rezerwy ze starszeństwem z 1 stycznia 1918. Po odrodzeniu Polski już jako oficer polskiego wojska walczy z Ukraińcami o Przemyśl. W 1920 roku ranny w walkach z Bolszewikami trafia do szpitala w Przemyślu. Z końcem kwietnia 1922 roku zostaje przeniesiony do rezerwy w stopniu porucznika.
Od września 1925 roku razem z żoną Zofią i synem Wiesławem meldują się w Zawierciu. Od początku małżonkowie angażują się w pracę pedagogiczną. Jan otrzymuje posadę kierownika Szkoły Powszechnej nr 1 w Zawierciu w której pracuje aż do jej zamknięcia w 1939 roku. W 1928 uhonorowany zostaje Medalem Dziesięciolecia Odzyskanej Niepodległości.

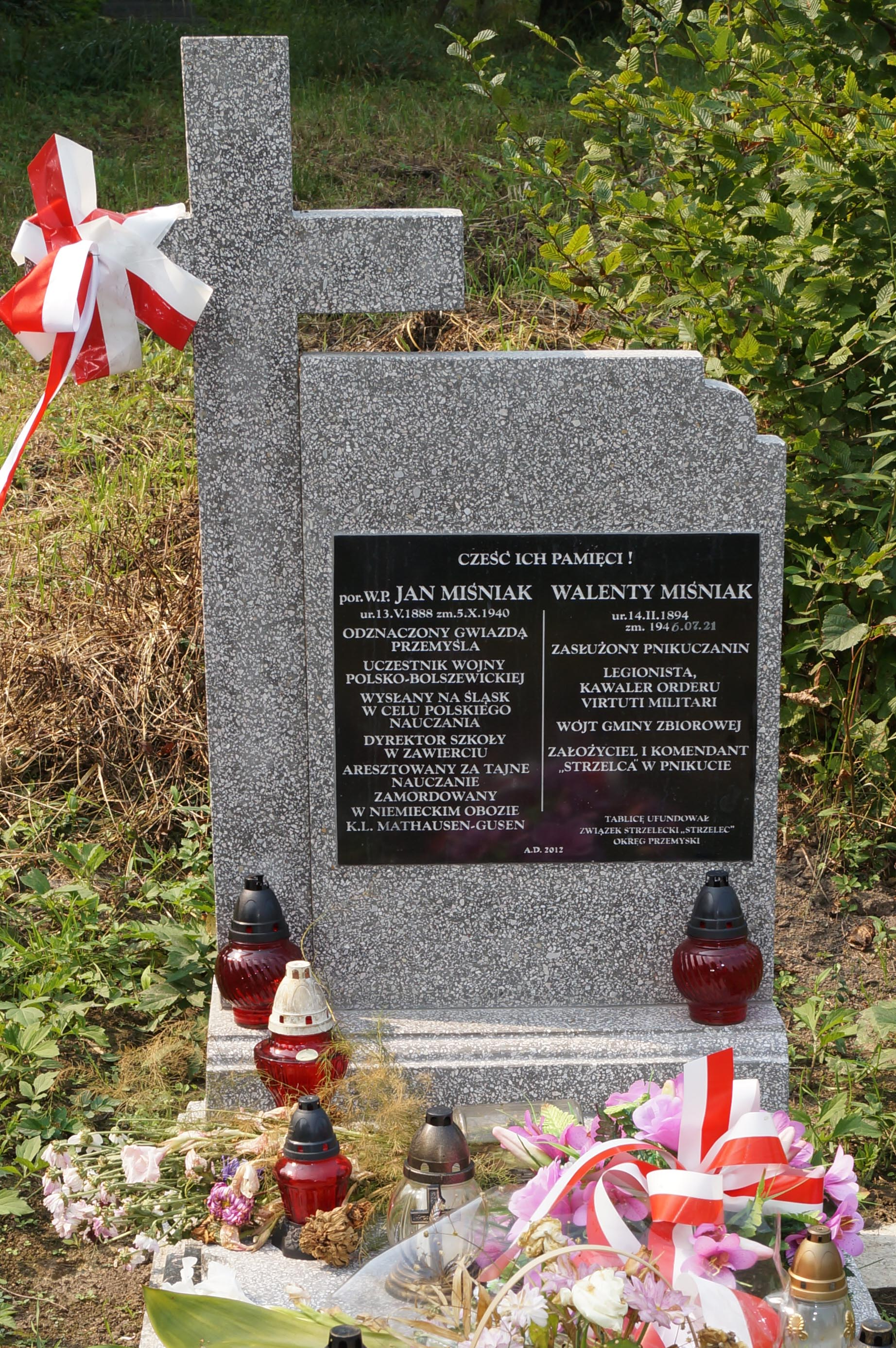
Symboliczny grób Jana i Walentego Miśniaków

Po wybuchu II wojny światowej, odmawiając współpracy zostaje aresztowany (kwiecień 1940 rok) i trafia najpierw do KL Dachau, a następnie do KL Mauthausen-Gusen, gdzie ginie zakatowany przez jednego ze strażników obozowych 5 października 1940 roku. Symboliczny nagrobek Jana Miśniaka znajduje się na cmentarzu w Pnikucie.

## Odznaczenia
- Krzyż Wojskowy Karola
- Odznaka Honorowa „Orlęta”
- Gwiazda Przemyśla
- Medal Dziesięciolecia Odzyskanej Niepodległości